# Glee: The Music, Volume 5
Glee: The Music, Volume 5 is het zesde soundtrackalbum van de personages in de Amerikaanse televisieserie Glee. Het album bevat de meeste nummers uit de afleveringen (10-16) van het tweede seizoen.
Het album verscheen op 8 maart 2011. In Nieuw-Zeeland en Australië ontving het album een gouden certificatie.

## Liedjes
| Nr. | Titel                                                       | Schrijver(s)                                                                           | Versie                            | Duur |
| --- | ----------------------------------------------------------- | -------------------------------------------------------------------------------------- | --------------------------------- | ---- |
| 1.  | Thriller / Heads Will Roll                                  | Rod Temperton / Brian Chase, Karen Orzolek, Nick Zinner                                | Michael Jackson / Yeah Yeah Yeahs | 3:36 |
| 2.  | Need You Now                                                | Charles Kelley, Hillary Scott                                                          | Lady Antebellum                   | 3:37 |
| 3.  | She's not there                                             | Rod Argent                                                                             | The Zombies                       | 2:28 |
| 4.  | Fat Bottomed Girls                                          | Brian May                                                                              | Queen                             | 4:12 |
| 5.  | P.Y.T. (Pretty Young Thing)                                 | James Ingram, Quincy Jones                                                             | Michael Jackson                   | 3:56 |
| 6.  | Firework                                                    | Tor Hermansen, Mikkel Eriksen, Katy Perry, Ester Dean, Sandy Wilheim                   | Katy Perry                        | 3:47 |
| 7.  | Baby                                                        | Christopher Bridges, Christine Flores, Christopher Stewart, Terius Nash, Justin Bieber | Justin Bieber featuring Ludacris  | 3:35 |
| 8.  | Somebody to Love                                            | Heather Bright, Ray Romulus, Jeremy Reeves, Jonathan Yip, Bieber                       | Justin Bieber                     | 3:10 |
| 9.  | Take Me or Leave Me                                         | Jonathan Larson                                                                        | Rent                              | 3:11 |
| 10. | Sing                                                        | My Chemical Romance                                                                    | My Chemical Romance               | 4:03 |
| 11. | Don't You Want Me                                           | Philip Oakey                                                                           | The Human League                  | 3:33 |
| 12. | Do You Wanna Touch Me (Oh Yeah) (featuring Gwyneth Paltrow) | Gary Glitter, Mike Leander                                                             | Joan Jett                         | 3:36 |
| 13. | Kiss (featuring Gwyneth Paltrow)                            | Prince                                                                                 | Prince and The Revolution         | 3:37 |
| 14. | Landslide (featuring Gwyneth Paltrow)                       | Stevie Nicks                                                                           | Dixie Chicks                      | 3:46 |
| 15. | Get It Right                                                | Adam Anders, Nikki Hassman, Peer Åström                                                | Original composition              | 3:47 |
| 16. | Loser Like Me                                               | Anders, Åström, Savan Kotecha, Max Martin, Johan Schuster                              | Original composition              | 3:19 |

| Nr. | Titel                                     | Schrijver(s)                              | Version covered                   | Duur |
| --- | ----------------------------------------- | ----------------------------------------- | --------------------------------- | ---- |
| 1.  | Thriller / Heads Will Roll                |                                           | Michael Jackson / Yeah Yeah Yeahs | 3:36 |
| 2.  | Need You Now                              | Kelley, Scott                             | Lady Antebellum                   | 3:37 |
| 3.  | She's Not There                           | Argent                                    | The Zombies                       | 2:28 |
| 4.  | Fat Bottomed Girls                        | May                                       | Queen                             | 4:12 |
| 5.  | P.Y.T. (Pretty Young Thing)               | Ingram, Jones                             | Michael Jackson                   | 3:56 |
| 6.  | Firework                                  | Hermansen, Eriksen, Perry                 | Katy Perry                        | 3:47 |
| 7.  | Baby                                      | Bridges, Flores, Stewart                  | Justin Bieber featuring Ludacris  | 3:35 |
| 8.  | Somebody to Love                          | Reeves                                    | Justin Bieber                     | 3:10 |
| 9.  | Take Me or Leave Me                       | Larson                                    | Rent                              | 3:11 |
| 10. | Sing                                      | My Chemical Romance                       | My Chemical Romance               | 4:03 |
| 11. | Don't You Want Me                         | Oakey                                     | The Human League                  | 3:33 |
| 12. | Kiss (featuring Gwyneth Paltrow)          | Prince                                    | Prince and The Revolution         | 3:37 |
| 13. | Landslide (featuring Gwyneth Paltrow)     | Nicks                                     | Dixie Chicks                      | 3:46 |
| 14. | Afternoon Delight (featuring John Stamos) |                                           | Starland Vocal Band               | 3:11 |
| 15. | Get It Right                              | Anders                                    |                                   | 3:47 |
| 16. | Loser Like Me                             | Anders, Åström, Kotecha, Martin, Schuster |                                   | 3:19 |

## Medewerkers aan dit album

### Stemmen (zang)
- Dianna Agron
- Nikki Anders
- Kala Balch
- Colin Benward
- Ravaughn Brown
- Chris Colfer
- Darren Criss
- Kamari Copeland
- Tim Davies
- Missi Hale
- Jon Hall
- Samantha Jade
- Tobias Kampe-Flygare
- Kevin McHale
- Lea Michele
- Cory Monteith
- Heather Morris
- Matthew Morrison
- Eric Morrissey
- Jeanette Olsson
- Chord Overstreet
- Zach Poor
- Storm Lee
- David Loucks
- Windy Wagner
- Jenna Ushkowitz
- Mark Salling
- Drew Ryan Scott
- Amber Riley
- Naya Rivera
- Penn Rosen
- Mark Salling
- Eli Seidman
- Onitsha Shaw

### Uitvoerend producenten
- Brad Falchuk
- Dante DiLoreto

### Producenten
- Adam Anders
- Peer Åström
- James Levine
- Ryan Murphy

### Technici
- Adam Anders
- Peer Åström
- Dan Marnien
- Ryan Peterson

### Soundtrackproducenten
- Adam Anders
- Ryan Murphy

### Mix en mastering
- Peer Åström
- Louie Teran

## Referentie
1. ↑  Grein, Paul, Week Ending 13-03-11: Not A Fiasco. Chart Watch. Yahoo! Music (16 maart 2011). Gearchiveerd op 20 maart 2011. Geraadpleegd op 16 maart 2011.
2. ↑  Glee: The Music, Volume 5. Amazon.co.uk. Geraadpleegd op 12-04-11.
3. ↑  https://web.archive.org/web/20120327102057/http://www.livrariasaraiva.com.br/produto/3530367/glee-the-music-vol-5/?ID=BACB19F87DB08020C09100956